# Leipziger Wohnungs- und Baugesellschaft
Die Leipziger Wohnungs- und Baugesellschaft mbH (LWB) ist eine kommunale Immobiliengesellschaft der Stadt Leipzig. Sie bewirtschaftet Wohn- und Gewerbeimmobilien im gesamten Stadtgebiet. Neben Miet- und Kaufimmobilien gehört auch die Verwaltung von Fremdeigentum zu den Tätigkeitsfeldern der LWB.

## Geschichte

### 1945–1971

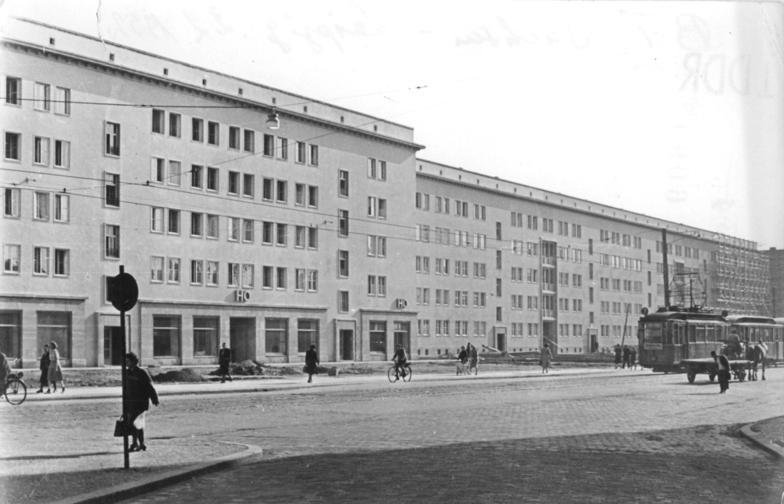
Erstes großes Bauvorhaben des VEB Haus- und Grundbesitz 1952 mit 238 Wohnungen und 17 Läden in der damaligen Straße der III. Weltfestspiele

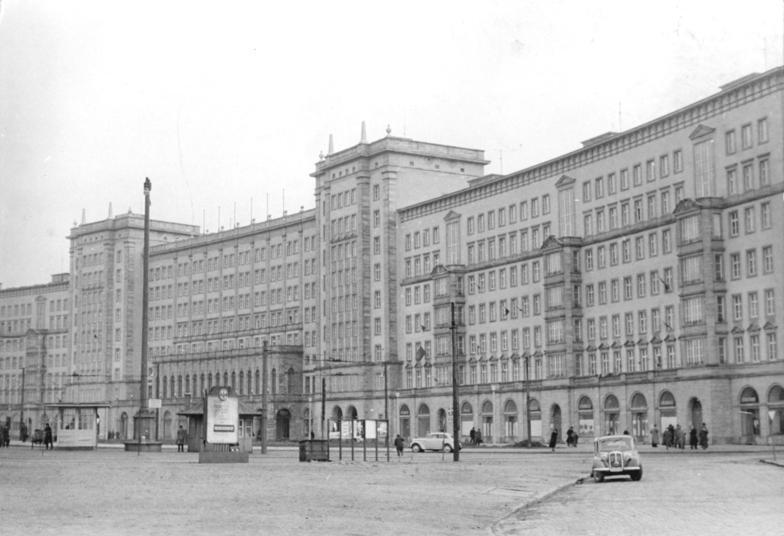
Ringbebauung am Roßplatz mit dem Ring-Café, 1953–1955 erbaut

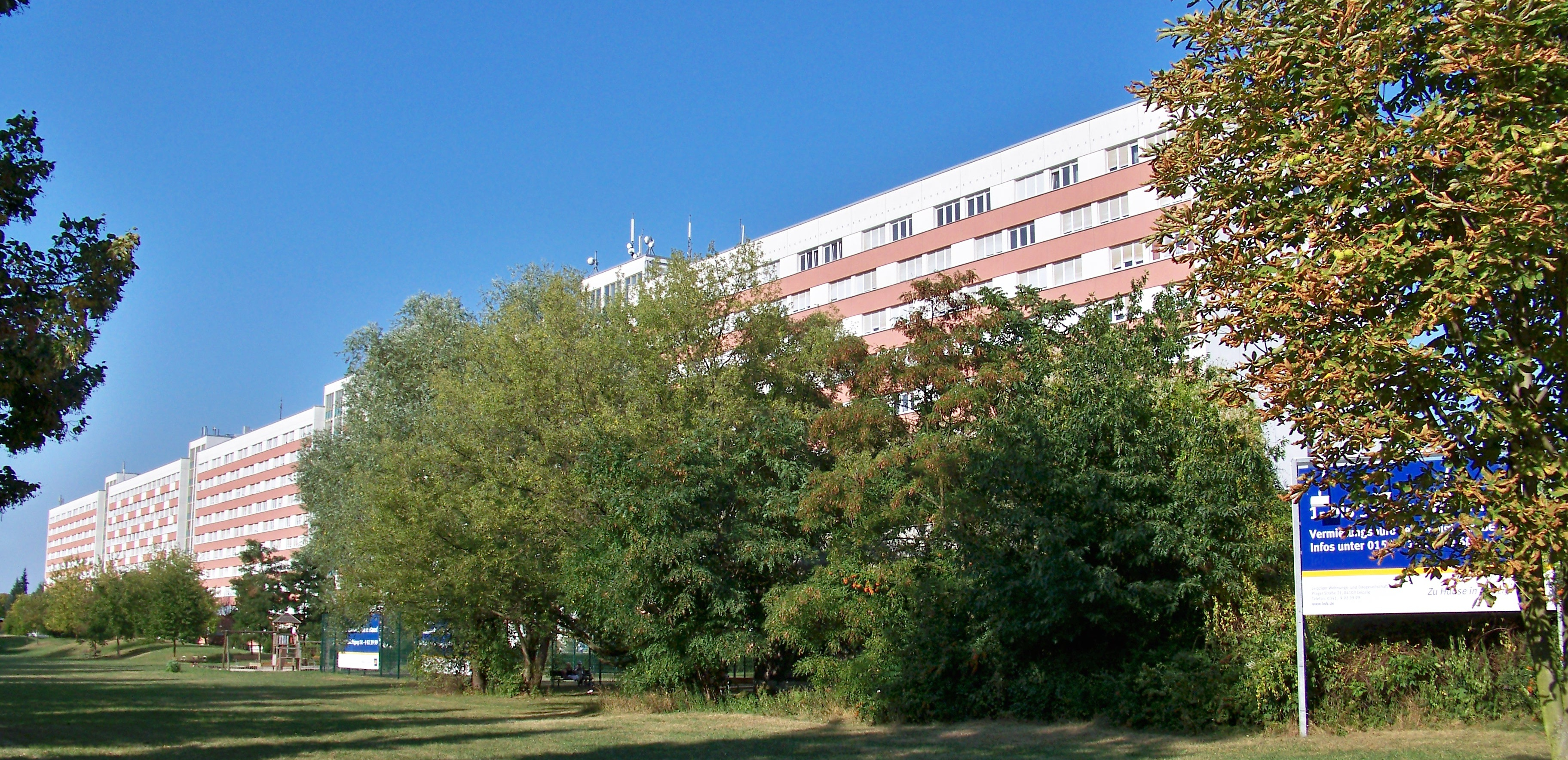
Die Lange Lene, Deutschlands wohl längstes Wohnhaus, ein Mittelgang-Mietshaus in Leipzig-Probstheida, erbaut 1966–1968

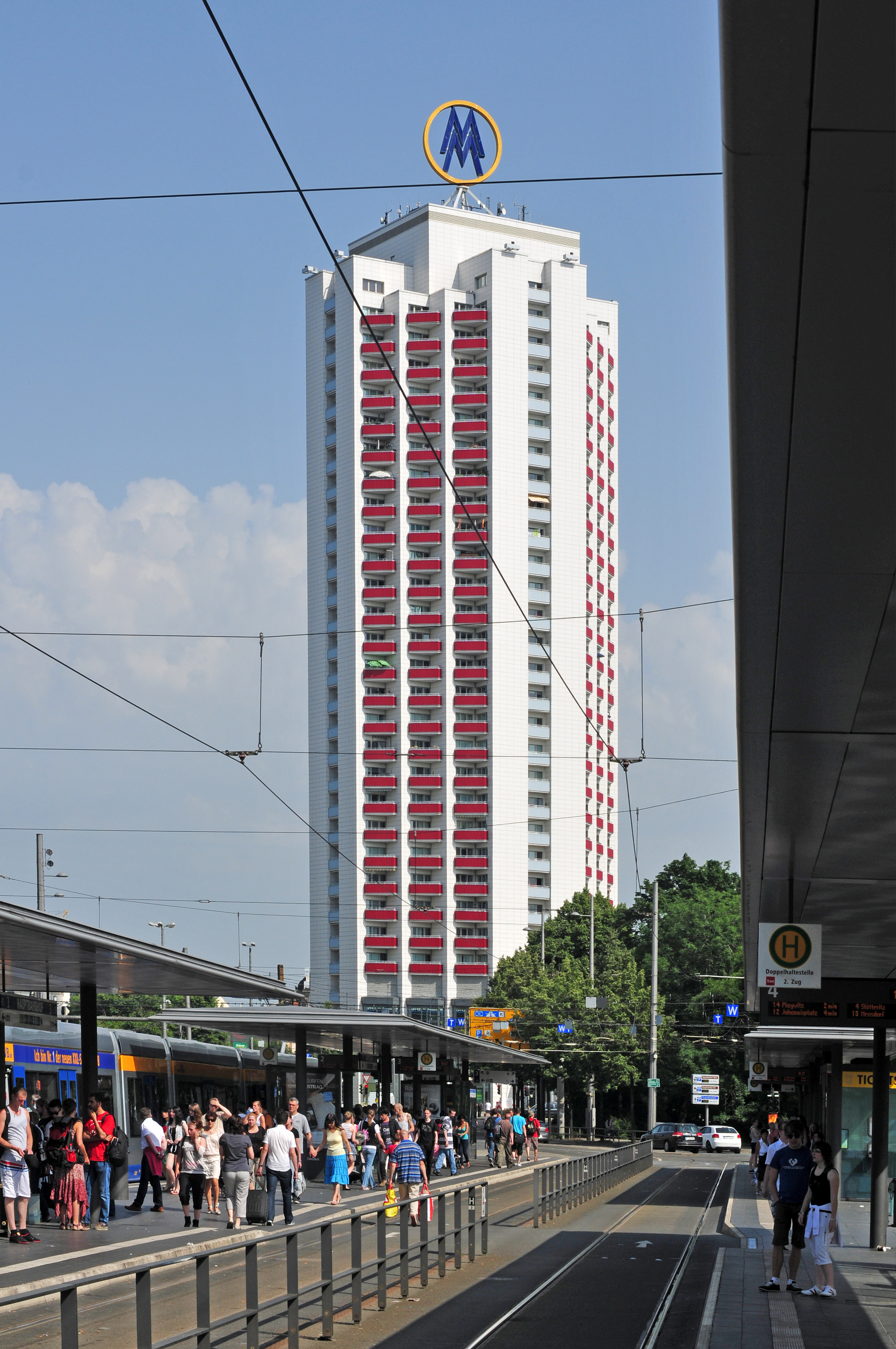
Höchstes Wohnhaus in Leipzig, das Wintergartenhochhaus, 1970–1972 vom VEB KWV bzw. VEB GWL erbaut und 2004/2005 von der LWB saniert

Nach dem Zweiten Weltkrieg wurde am 15. März 1945 das Kommunalwirtschaftsunternehmen der Stadt Leipzig gegründet, das Betriebe aus acht Wirtschaftsgruppen – darunter auch Haus- und Grundbesitz sowie Bauwesen – zusammenfasste.
Der Wohnungsneubau nach dem Zweiten Weltkrieg begann 1949 mit 30 Wohnungen für Aktivisten in der Dieskaustraße 260–264 in Großzschocher. Die offiziellen DDR-Darstellungen betrachteten dagegen das 1952 begonnene Bauvorhaben in der Straße der III. Weltfestspiele als den Beginn des Wohnungsneubaus.
Als das Kommunalwirtschaftsunternehmen zum 31. März 1951 aufgelöst und in Volkseigene Betriebe (VEB) aufgegliedert wurde, entstanden u. a. der VEB Haus- und Grundbesitz und der VEB Bau der Stadt Leipzig (ein Vorläufer des späteren Baukombinates Leipzig).
Der VEB Haus- und Grundbesitz verwaltete die in den 1920er und 30er Jahren erbauten kommunalen Wohnungen und die seit 1952 entstehenden volkseigenen Wohnungsneubauten. Dazu kam eine ständig steigende Zahl von treuhänderischen Verwaltungen. Diese betrafen Häuser und Grundstücke von vor 1945 enteigneten Leipziger Juden, von nach 1945 enteigneten belasteten Funktionsträgern des Naziregimes und von Eigentümern die gezwungen wurden, ihr Eigentum kostenlos der Stadt Leipzig zu übertragen bzw. die freiwillig die DDR verließen. Zwischen 1945 und 1960 stieg die Zahl dieser Wohnungen von 7.712 auf 19.380. Hinzu kamen die zwischen 1945 und 1955 im Rahmen staatlicher Wiederaufbauprogramme errichteten 1.928 Wohnungen.
Da es in der DDR keinen aus Mitteln der Stadt und öffentlichen Krediten finanzierten kommunalen Wohnungsbau gab, erfolgte dieser in staatlichen Sonderprogrammen mit staatlichen Mitteln auf volkseigenem Grund und Boden. Die Trennung in staatliche und kommunale Bauten entfiel und Träger des „volkseigenen“ Wohnungsbaus sollten die Kommunen und Kreise werden. Deshalb wurden mit Beschluss vom 15. Dezember 1948 die staatlichen Hochbauämter aufgelöst.
Aus dem VEB Haus- und Grundbesitz wurde 1956 der VEB Kommunale Wohnungsverwaltung (KWV) Leipzig, der die Aufgabe des Investitionsträgers für den volkseigenen Wohnungsbau übernahm.
1953–1955 entstand am Roßplatz 1–13 und in der Grünewaldstraße 1 die repräsentative Ringbebauung mit 197 Wohnungen. 1966–1968 errichtete der VEB KWV in Probstheida-Süd die im Volksmund „Lange Lene“ genannte 333 Meter lange Wohnscheibe Lene-Voigt-Straße 2–8. Das zehngeschossige Mittelgang-Wohnhaus am Rande einer Einfamilienhaus-Siedlung hat vier Treppenhaustürme. In dem Plattenbau-Block wohnte in knapp 800 Ein- bis Dreizimmerwohnungen ursprünglich etwa ein Drittel der Probstheidaer Bevölkerung. Er stellt noch heute das längste auf voller Länge durchgehbare Wohngebäude Deutschlands dar. 1970–1972 wurde am Rande des Stadtzentrums mit dem Wohnhochhaus Wintergartenstraße das mit 106,8 Metern Gesamthöhe höchste Wohnhaus Leipzigs errichtet.

### 1971–1990
Mit einem Stadtratsbeschluss vom 29. September 1971 wurde aus den VEB Kommunale Wohnungsverwaltung und VEB Maschinen- und Heizungsbetrieb Leipzig am 1. Oktober 1971 der VEB Gebäudewirtschaft Leipzig (GWL) gebildet. Dieser stadtgeleitete Betrieb hatte die Wahrnehmung der Rechtsträgerschaft, Verwaltung, Bewirtschaftung und Erhaltung sämtlicher volkseigener und städtischer bebauter und unbebauter Grundstücke zur Aufgabe. Außerdem musste der VEB GWL bei der Planung, Vorbereitung und Durchführung von Instandsetzungen, Rekonstruktionen und Modernisierungen in seiner Eigenschaft als Rechtsträger mitwirken. Der Wohnungsneubau dagegen oblag dem Rat des Bezirkes.
Der VEB GWL bestand aus einem Hauptbetrieb in der Springerstraße 17 und sieben Betriebsteilen in den Territorien der Räte der Stadtbezirke. Jede Wohnungsverwaltung verwaltete seit 1975 in der Regel einen Wahlkreis im Stadtbezirk. Die Zahl der vom VEB GWL bewirtschafteten Wohnungen stieg bis 1990 auf 65 % des Leipziger Wohnungsbestandes. Etwa 168.000 Wohnungen wurden 1990 durch den VEB GWL verwaltet. Damit lebten Ende der 1980er Jahre statistisch gesehen zwei von drei Leipzigern in einer städtisch verwalteten Wohnung.
| Jahr | Gesamtanzahl der Wohnungen in Leipzig | durch GWL bewirtschaftet | privat verwaltet | genossenschaftlich verwaltet |
| ---- | ------------------------------------- | ------------------------ | ---------------- | ---------------------------- |
| 1979 | 233.794                               | 49 %                     | 33 %             | 18 %                         |
| 1983 | 249.608                               | 56 %                     |                  |                              |
| 1990 | 257.928                               | 65 %                     | 10 %             | 25 %                         |

### Seit 1990
Mit der Deutschen Wiedervereinigung übernahm die Stadt Leipzig am 3. Oktober 1990 das ehemals volkseigene Wohnungsvermögen in ihre Rechtsträgerschaft. Zur Verwaltung der Wohnungen wurde am 10. Dezember 1990 aus dem VEB Gebäudewirtschaft Leipzig heraus die Leipziger Wohnungs- und Baugesellschaft mbH (LWB) als 100%ige Tochter der Stadt Leipzig gegründet. Der VEB Gebäudewirtschaft wurde aufgelöst. Bei ihrer Gründung wurden der LWB etwa 136.900 Wohnungen als städtisches Eigentum übergeben.
Der Unternehmenszweck der neu gegründeten Gesellschaft war und ist „die Errichtung, Bewirtschaftung und Verwaltung von Wohnungen und Gewerbeobjekten in allen Rechts- und Nutzungsformen“. Vorrangig soll eine sichere und sozial verträgliche Wohnungsversorgung der Bevölkerung – insbesondere auch von sozial Schwächeren und Transferleistungsempfängern – gewährleistet werden.
Interims-Geschäftsführer der LWB war Manfred Jäger, er wurde bereits am 15. Dezember 1990 durch den damals 67-jährigen Karl Trabalski abgelöst. Es stellte sich jedoch heraus, dass Trabalski, der über viele Jahre in verschiedenen Wohnungsverbänden tätig war, keine Erfahrungen in Unternehmensführung hatte, was der LWB hohe finanzielle Verluste einbrachte. Um die Wohnverhältnisse schnell zu verbessern, erteilte die LWB in den Jahren 1991 und 1992 für die Sanierung Leipziger Altbauten Aufträge in Höhe von mehr als 800 Mio. DM, wovon etwa die Hälfte für Immobilien mit unklaren Besitzverhältnissen aufgebracht wurden. Da die LWB diese Wohnungen treuhänderisch verwaltete, hätte sie dort nur sogenannte Notreparaturen ausführen dürfen. In der Folge wuchsen die Schulden der LWB immens, weshalb der Aufsichtsrat am 4. Juni 1992 Karl Trabalski als Geschäftsführer abberief. Im Dezember 1992 trat die LWB von durch Trabalski abgeschlossenen Aufträgen in zweistelliger Millionenhöhe zurück. Im Oktober 1993 musste sie einen durch die Fehlkalkulationen verursachten Verlust im Geschäftsjahr 1992 von 791 Mio. DM bekannt geben. Der 1992 vom Stadtrat eingesetzte Untersuchungsausschuss führt im Januar 1994 in seinem Abschlussbericht aus, dass über 400 Mio. DM in restitutionsbelastete Häuser investiert worden waren und so der Stadt verloren gingen. Im Ergebnis wurde festgestellt, dass vor allem die Kontrollgremien die Hauptschuld für die Finanzkrise der LWB trugen.
Zwischen 2000 und 2009 baute die LWB etwa 10.000 Wohnungen zurück. 2.950 Objekte mit ungefähr 26.000 Wohnungen wurden bis 2011 als „Pakete“ verkauft. Die LWB investierte 1,5 Mrd. Euro in ihren Gebäudebestand.
Im Oktober 2015 verlegte die LWB ihren Unternehmenssitz in die Wintergartenstraße 4. Der Umzug war begleitet von einer „Modernisierung des Außenbildes der LWB“ u. a. mit einem neuen Unternehmenslogo. Das neue LWB-Gebäude entstand anstelle der Gewerbeanbauten am Fuß des Wintergartenhochhauses, die 2004 bei dessen Sanierung abgebrochen wurden. Für die Neubebauung führte die LWB 2010 einen städtebaulichen Ideenwettbewerb durch, in dessen Ergebnis zum Jahreswechsel 2013/14 der Baubeginn für den Neubau erfolgte.

## Wohnungsbestand
Die LWB verfügt über einen Bestand an unbebauten sowie mit Wohn-, Geschäfts- und anderen Bauten bebauten Grundstücken und Grundstücken mit Erbbaurechten Dritter mit einem Bilanzwert von 1,02 Mrd. Euro (Stand 31. Dezember 2018).
2018 verwalteten die LWB und ihre Tochtergesellschaften in der Hausbewirtschaftung „Kernbestand“ 35.144 Wohnungen.

## Neubauprogramm
Beginnend im Jahr 2016 mit dem Neubau der Hausverwaltung in der Wintergartenstraße und dem anschließenden Neubau von 58 Wohnungen in der Quer und Schützenstraße folgte ein umfassendes Neubauprogramm von Wohnanlagen im gesamten Stadtgebiet. Dabei ging die LWB in der Ausschreibung und Vergabe neue Wege und verabschiedete sich von der Einzelvergabe. Beginnend mit dem Bauvorhaben in der Bernhard-Göring-Straße im Jahr 2019 mit 97 Wohnungen sowie eine Kita folgten weitere Vorhaben die als Generalunternehmer-Ausschreibung und Vergabe errichtet wurden.
| Projektname            | Baujahr   | Gesamtanzahl der Wohnungen | ausführender Generalunternehmer          | Bauweise                             | Bild |
| ---------------------- | --------- | -------------------------- | ---------------------------------------- | ------------------------------------ | ---- |
| Bernhard-Göring-Straße | 2019–2020 | 97 WE + Kita               | Ed. Züblin AG                            | monolithisch                         |      |
| Littstraße             | 2019–2021 | 152 WE                     | ARGE Ed. Züblin AG – GP Günter Papenburg | monolithisch                         |      |
| Landsberger Straße     | 2019–2021 | 106 WE + Kita              | GP Günter Papenburg                      | monolithisch                         |      |
| Straße des 18. Oktober | 2019–2021 | 104 WE                     | Implenia                                 | monolithisch                         |      |
| Hafenstraße            | 2021–2022 | 18WE                       | Ed. Züblin AG                            | monolithisch                         |      |
| Saalfelder Straße      | 2020–2022 | 300 WE                     | ARGE GP Günter Papenburg – Implenia      | monolithisch                         |      |
| Gaußstraße             | 2022–2024 | 122 WE                     | Goldbeck (Unternehmen)                   | monolithisch + Stahlbetonfertigteile |      |
| Mockauer Straße        | 2022–2024 | 80 WE                      | Otto Wulff (Immobilienunternehmen)       | monolithisch + Holzhybrid            |      |
| Shakespearestraße      | 2023–2025 | 63 WE                      | Implenia                                 | monolithisch                         |      |
| Robert-Schumann-Straße | 2023–2025 | 99 WE                      | GP Günter Papenburg                      | monolithisch                         |      |
| Samuel-Lampel-Straße   | 2023–2025 | 100 WE                     | GP Günter Papenburg                      | monolithisch                         |      |
| Johannisallee          | 2024–2026 | 202 WE                     | ARGE GP Günter Papenburg – Implenia      | monolithisch                         |      |
| Essener Straße         | 2025–2027 | 100 WE                     |                                          | seriell                              |      |

## Tochterunternehmen
- WSL Wohnen & Service Leipzig GmbH (WSL)
- LWB Verwaltungsgesellschaft mbH
- KAV Kommunale Assekuranzvermittlung GmbH & Co. KG
- LWB Modernisierungs- und Sanierungsgesellschaft mbH
- IVG Immobilienverwaltung Gohlis GmbH (IVG)
- LWB GmbH & Co. Zweite Immobilienverwaltungs KG
- LWB GmbH & Co. Erste Modernisierungsfonds Leipzig KG
- LWB GmbH & Co. Zweiter Modernisierungsfonds Leipzig KG
- LWB GmbH & Co. Immobilienverwaltungs KG